# Isla Hiru Kanale
Isla Hiru Kanale (en euskera Hiru Kanale Uhartea y también conocido como Iru Kanale) es el nombre que recibe una pequeña isla fluvial que está situada en el río Bidasoa, municipio de Irún, provincia de Guipúzcoa, España. 
Se encuentra frente al actual parque Oxinbiribil, junto a las islas de la Galera y Santiago Aurrea. 
La isla se conecta a la orilla del río por un pasaje de tierra accesible cuando baja la marea; gracias a ello aún se pueden observar algunas huertas y pequeñas construcciones en este paraje. 